# Armeniaca holosericea
Armeniaca holosericea là loài thực vật có hoa trong họ Hoa hồng. Loài này được (Batalin) Kostina mô tả khoa học đầu tiên năm 1935.